# 贵德玉皇阁
贵德玉皇阁古建筑群位于青海省贵德县，始建于明朝万历年间，同治六年毁于兵乱，民国二年（1912年）得以重修。建筑群呈品字形排列，包括有文庙、关岳庙、万寿观（玉皇阁）。2013年3月5日公布为第七批全国重点文物保护单位。